# Mascarpone

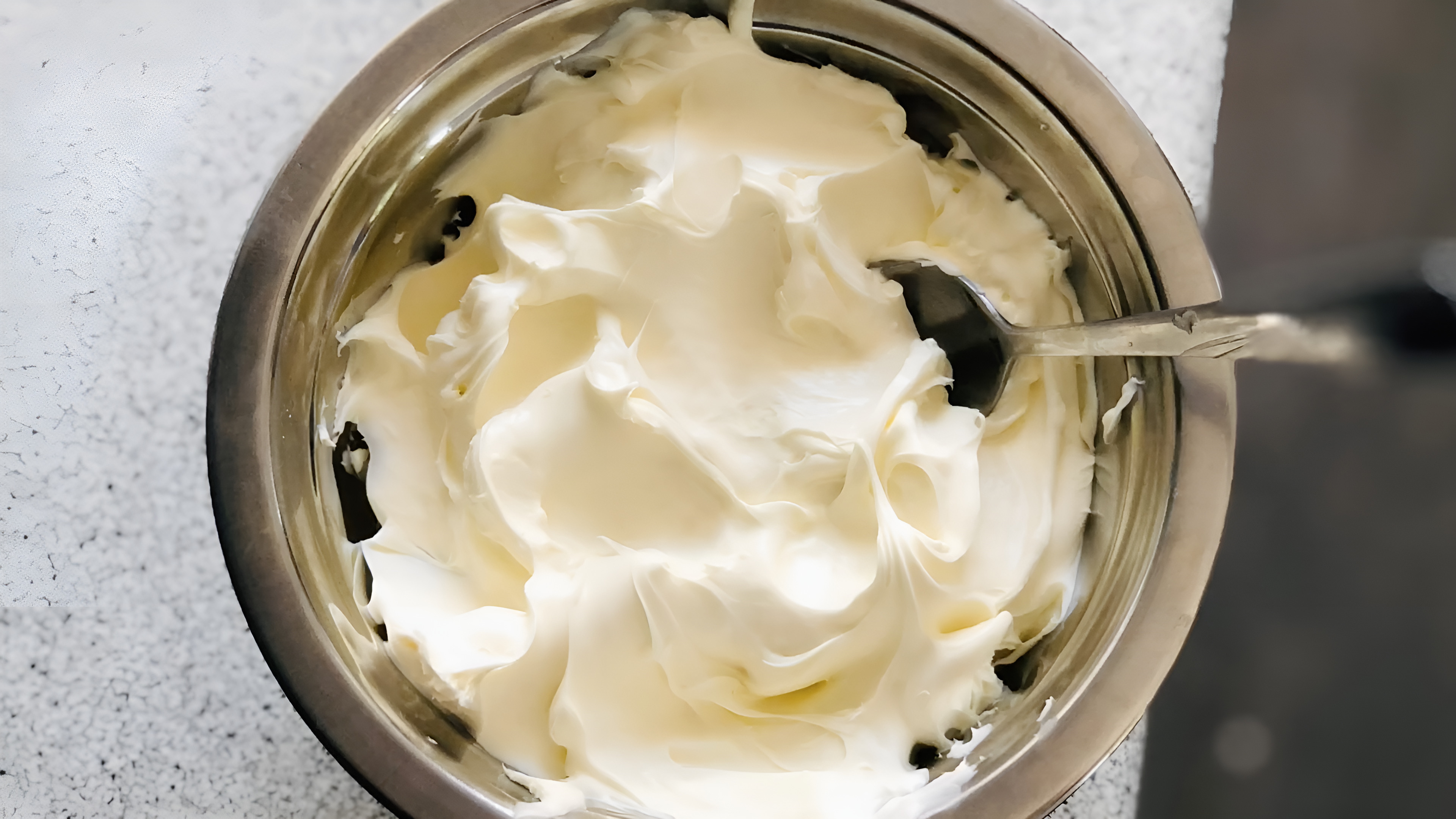
Mascarpone

Mascarpone é uma variedade de queijo de consistência muito cremosa, feito à base de leite de vaca e particularmente rico em gorduras. Sua cor é bege claro e o sabor é doce.
A criação do mascarpone datada do final do século XVI ou início do XVII e provavelmente ocorreu na região da Lombardia,  Itália, entre Lodi e Abbiategrasso. Na origem era produzido no outono e no inverno, para consumo imediato. 
Mesmo na atualidade, é geralmente vendido logo ao término do processo de fabricação, devendo ser consumido pouco tempo depois. Se refrigerado, pode durar aproximadamente uma semana.

## Preparação

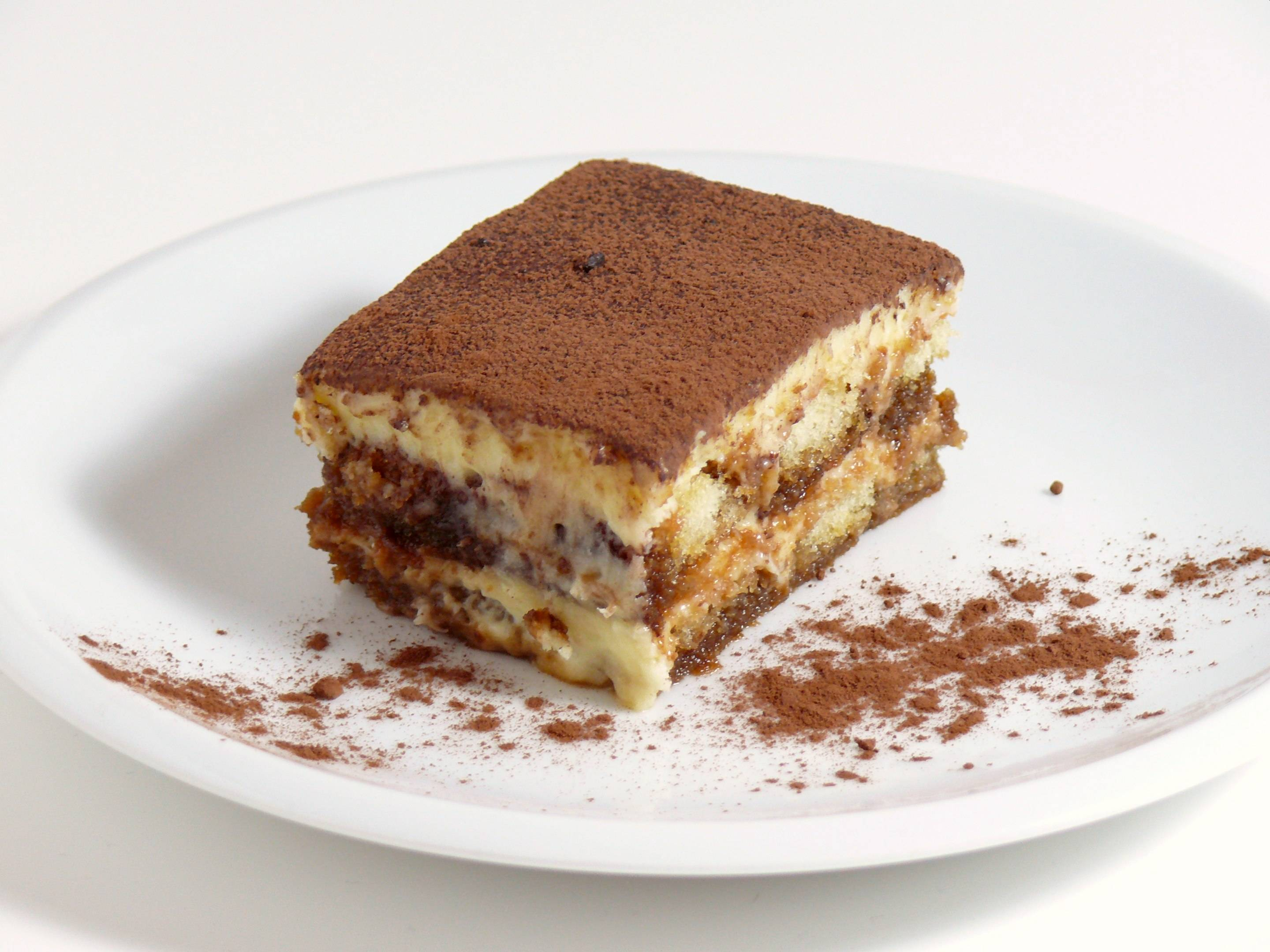
Tiramisù, sobremesa feita à base de mascarpone.

É obtido através da acidificação do creme de leite, mediante a adição de ácido cítrico ou ácido acético. A técnica de fabricação é simples: basta aquecer o creme a 100°C (preferencialmente em banho-maria). Depois acrescenta-se suco de limão ou vinagre branco, para talhar o creme. Em seguida, coloca-se a massa dentro de saco de morim para escorrer durante um dia ou dois, no refrigerador. 

## Uso culinário
O mascarpone é usado na preparação de muitos cremes doces, sendo um ingrediente fundamental do tiramisù.